# Banks Peninsula
Banks Peninsula är en halvö i Kanada.   Den ligger i territoriet Nunavut, i den centrala delen av landet, 3 100 km nordväst om huvudstaden Ottawa.
Omgivningarna runt Banks Peninsula är i huvudsak ett öppet busklandskap. Trakten runt Banks Peninsula är nära nog obefolkad, med mindre än två invånare per kvadratkilometer.